# 袁琦琦
袁 琦琦 (えん きき、Yuan Qiqi、1995年10月26日 - ）は、短距離走を専門とする中華人民共和国の陸上競技選手。江蘇省蘇州市張家港市楽余鎮出身。

## 経歴
2006年に市の少年体育学校に入学、2010年11月から蘇州体育学校で郭文俊の指導を受ける。郭文俊の下で実力を高め、2012年に張家港市出身者で初めて全国大会で100mと200mの2冠を達成した。郭文俊の死後、コーチが陸斌に代わり、その後も着実に成果を上げている。当初は200mを得意としていたが、次第に60mや100mにシフトしていった。2015年6月のアジア選手権では4×100mリレーのメンバーに選ばれ、中国チームは43秒10の大会新記録を樹立して優勝した。2016年のリオデジャネイロオリンピックでは、100mと4×100mリレーに出場した。

## 人物
袁家の家訓は「勤勉・意欲的・正直・親切」。他の選手と比べると低身長の割には体重が重いと指摘されている。

## 主な成績
| 年       | 大会                 | 会場             | 結果            | 種目     | 補足      |
| 中国代表 | 中国代表             | 中国代表         | 中国代表        | 中国代表 | 中国代表  |
| -------- | -------------------- | ---------------- | --------------- | -------- | --------- |
| 2013     | 東アジア競技大会     | 天津             | 2位             | 200 m    | 24秒15    |
| 2013     | 東アジア競技大会     | 天津             | 1位             | 4x100 mR | 43秒66    |
| 2014     | 世界リレー           | ナッソー         | 13位            | 4x100 mR | 44秒09    |
| 2014     | アジアジュニア選手権 | 台北             | 2位             | 100 m    | 11秒64    |
| 2014     | アジアジュニア選手権 | 台北             | 12位 （予選）   | 200 m    | 25秒09    |
| 2014     | アジアジュニア選手権 | 台北             | 1位             | 4x100 mR | 45.34     |
| 2014     | アジア競技大会       | 仁川             | 6位             | 100 m    | 11秒68    |
| 2015     | 世界リレー           | ナッソー         | 14位 （予選）   | 4x100 mR | 44秒45    |
| 2015     | 世界リレー           | ナッソー         | 4位             | 4x200 mR | 1分34秒89 |
| 2015     | アジア選手権         | 武漢             | 10位 （準決勝） | 100 m    | 11秒90    |
| 2015     | アジア選手権         | 武漢             | 1位             | 4x100 mR | 43秒10    |
| 2016     | アジア室内選手権     | ドーハ           | 2位             | 60 m     | 7秒33     |
| 2016     | 世界室内選手権       | ポートランド     | 32位 （予選）   | 60 m     | 7秒48     |
| 2016     | オリンピック         | リオデジャネイロ | 39位 （予選）   | 100 m    | 11秒56    |
| 2016     | オリンピック         | リオデジャネイロ | x位             | 4×100 mR | xx秒xx    |